# Sección los Castro
Sección los Castro är en ort i Mexiko.   Den ligger i kommunen San Felipe Jalapa de Díaz och delstaten Oaxaca, i den sydöstra delen av landet, 300 km sydost om huvudstaden Mexico City. Sección los Castro ligger 132 meter över havet och antalet invånare är 193.
Terrängen runt Sección los Castro är varierad. Runt Sección los Castro är det ganska glesbefolkat, med 39 invånare per kvadratkilometer. Närmaste större samhälle är Isla Soyaltepec, 11,2 km nordost om Sección los Castro. Omgivningarna runt Sección los Castro är en mosaik av jordbruksmark och naturlig växtlighet.